# 连湾山摩崖石刻
连湾山摩崖石刻，位于中国广东省珠海市金湾区平沙镇连湾山，该石刻刻于一块高约6米、宽3米的花岗岩石之上。该石刻刻于清同治壬申年（1872年），内容为香山知县田明曜所写的一篇文章，以及“息氛”两个大字。1994年8月23日，列入珠海市第五批文物保护单位。